# Středočeská pahorkatina

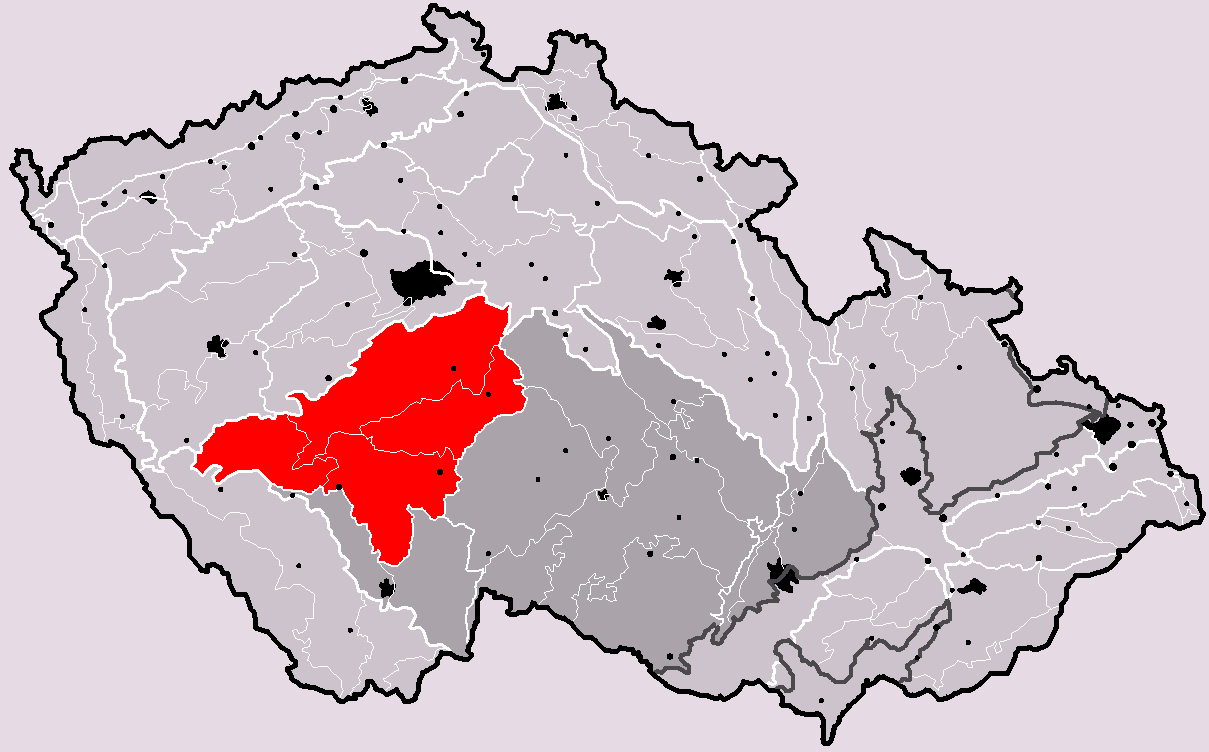
Středočeská pahorkatina (rot) in der Česko-moravská subprovincie (dunkelgrau) auf dem Gebiet Tschechiens

Die Středočeská pahorkatina (deutsch Mittelböhmisches Hügelland) gehört zur Böhmisch-Mährischen Subprovinz (Česko-moravská subprovincie) in der Geomorphologischen Einteilung Tschechiens. Es handelt sich um ein dichtbesiedeltes, anthropomorph stark überprägtes flachwelliges Landschaftsgebiet.
Die Größe der Středočeská pahorkatina beträgt rund 6328 km²; die höchste Erhebung ist die Drkolná mit 729 m.
Durch das Gebiet fließt die Vltava.
Größere Orte sind Tábor, Týn nad Vltavou, Písek und Milevsko. Zur Středočeská pahorkatina gehören unter anderem die Soběslavská pahorkatina, die Písecká pahorkatina, die Jílovská vrchovina und das Bergland Ševětínská vrchovina.

## Einteilung
Die Středočeská pahorkatina besteht aus folgenden Untereinheiten:
- Benešovská pahorkatina („Hügelland bei Benešov“)
- Vlašimská pahorkatina („Hügelland bei Vlašim“)
- Táborská pahorkatina („Hügelland bei Tábor“)
- Blatenská pahorkatina („Hügelland bei Blatná“)

## Angrenzende Regionen
Im Osten befindet sich die Böhmisch-Mährische Höhe (Českomoravská vrchovina, Vysočina), südlich der Südböhmische Talkessel (Budweis-Wittingauer Tiefplatte, Jihočeská kotlina, Jihočeské pánve), südwestlich das Böhmerwald-Hochland (Šumavská hornatina), westlich die Plzeňská pahorkatina sowie die Brdská oblast.